# Tortanus setacaudatus
Tortanus setacaudatus är en kräftdjursart som beskrevs av L. W. Williams 1906. Tortanus setacaudatus ingår i släktet Tortanus och familjen Tortanidae. Inga underarter finns listade i Catalogue of Life.